# Dominikanische Davis-Cup-Mannschaft
Die dominikanische Davis-Cup-Mannschaft ist die Herren-Tennisnationalmannschaft der Dominikanischen Republik. 

## Geschichte
Seit 1989 nimmt die Dominikanische Republik am Davis Cup teil, konnte sich bislang aber noch nie für die Weltgruppe qualifizieren. Den bislang größten Erfolg feierte die Mannschaft mit dem Erreichen der Weltgruppen-Relegation in der Saison 2015, wo sie auf Deutschland traf. Erfolgreichster Spieler und Rekordspieler ist Víctor Estrella mit 65 Siegen bei 48 Teilnahmen innerhalb von 21 Jahren.